# Zjivko Vangelov
Zjivko Vangelov, född den 7 juli 1960 i Bulgarien, är en bulgarisk brottare som tog OS-silver i fjäderviktsbrottning i den grekisk-romerska klassen 1988 i Seoul. 